# Tricine (tampon)
Pour la flavone, voir Tricine (flavone)
La tricine (ainsi nommée d'après le tris et la glycine) est un composé organique faisant partie des tampons de Good. Son pKa d'environ 8,15 à 20 °C présente un certain intérêt comme tampon pour des applications en biochimie.

## Applications
La tricine est couramment utilisée comme tampon en électrophorèse. Plus polarisée que la glycine, elle migre plus rapidement. Sa plus grande force ionique augmente le mouvement des ions et diminue celui des protéines, ce qui permet de mieux séparer les protéines de faible poids moléculaires (de 1 à 100 kDa) avec moins d'acrylamide. Le tampon tricine à 25 mmol/L s'est avéré le plus efficace de ceux testés pour l'étude de l'ATP par luciférase. La tricine participe aussi à la recapture de radicaux libres HO•, limitant ainsi les dommages cellulaires dus aux radiations.